# Jan, probošt vyšehradský
Probošt Jan († 26. srpna 1296) byl druhý nemanželský syn českého krále Přemysla Otakara II.

## Život a činnost
Jan si vybudoval skvělou církevní kariéru, ačkoliv se nikdy nedal vysvětit na kněze. Stal se vyšehradským proboštem a kancléřem svého polorodého bratra, krále Václava II. Rovněž zaujímal postavení ve Václavově královské radě a sehrál i důležitou roli v zisku polské koruny pro Václava II.
Je pravděpodobné, že se Jan mohl v roce 1296 stát i pražským biskupem, zvolen byl ale Řehoř Zajíc z Valdeka. Přesto byl Jan, podobně jako Mikuláš I. Opavský, prvorozený a legitimizovaný, ovšem rovněž nemanželský syn Přemysla Otakara II., důležitou postavou své doby. Mikuláš Opavský je ovšem na rozdíl od Jana jasně čitelnou postavou. Poprvé v českých dějinách se nyní stalo, že dva nemanželští synové českého krále zaujímali takto významné postavení.
Vyšehradský probošt Jan zemřel 26. srpna 1296, tedy ve výroční den smrti svého otce 18 let po něm.